# Sir Chloe
Sir Chloe — американський інді-рок-гурт із Вермонту. До гурту входять Дана Фут, Тедді О'Мара, Палмер Фут, Емма Велч і Остін Голмс.

## Історія
Sir Chloe почав діяльність у 2017 році, коли соліст Дана Фут була старшим студентом Беннінгтонського коледжу. Фут вивчала композицію музики. Замість того, щоб писати дисертацію, Фут вирішила створити концерт, який складався лише з оригінальної музики, сформувавши гурт зі своїм братом і близькими друзями. Sir Chloe здобув широку популярність, коли їхня пісня «Michelle» стала вірусною в додаткуTikTok. Гурт випустив свій дебютний мініальбом Party Favors у 2020 році.
Sir Chloe випустив кавер на пісню Лу Ріда «Femme Fatale» і нову версію «Michelle» у 2021 році.
У 2022 році Sir Chloe випустив позаальбомні сингли «Company» та «Mercy». У 2023 році вони анонсували свій дебютний студійний альбом I Am The Dog і поділилися головним синглом «Hooves» 23 лютого, авторами та продюсерами якого стали Джон Конглтон і Сара Тудзін з Illuminati Hotties. I Am The Dog вийшов 19 травня 2023 року. Наступного літа вони гастролювали з Beck і Phoenix.

## Вплив
Фут називає балканську музику, а також Cage The Elephant як джерела натхнення для створення музики.

## Дискографія

### Студійні альбоми
- I Am the Dog (19 травня 2023; Atlantic Records)

### Мініальбоми
- Party Favors (23 жовтня 2020; Terrible Records)

### Сингли
- «Know Better» (20 April 2023; Atlantic Records)
- «Salivate» (23 March 2023; Atlantic Records)
- «Hooves» (23 February 2023; Atlantic Records)
- «Company» (6 May 2022)
- «Mercy» (1 March 2022)
- «Femme Fatale» (The_Velvet_Underground cover) (8 September 2021)
- «La Femme Michelle» (13 July 2021; Terrible Records)
- «Sedona» (16 September 2020)
- «July» (29 July 2020; Terrible Records)
- «Easy on You» (2020)
- «Untie You» (2020)
- «Too Close» (19 July 2019; Terrible Records)
- «Walk You Home» (21 May 2019; Terrible Records)
- «Michelle» (11 April 2019; Terrible Records)
- «Animal» (28 February 2019; Terrible Records)